# Нерв покрытия
Нерв покрытия — конструкция в топологии, дающая симплициальный комплекс по произвольному покрытию.
Понятие нерва покрытия было введёно Павлом Сергеевичем Александровым .

## Определение
Пусть {\displaystyle \{W_{\alpha }\}} — конечное покрытие топологического пространства {\displaystyle X}.
Нерв покрытия {\displaystyle \{W_{\alpha }\}} — это абстрактный симплициальный комплекс {\displaystyle N}, множество вершин которого отождествлено с множеством индексов покрытия, при этом {\displaystyle N} содержит симплекс с вершинами {\displaystyle \alpha _{1},\alpha _{2},\ldots ,\alpha _{n}} тогда и только тогда, когда
{\displaystyle \bigcap _{i=1}^{n}W_{\alpha _{i}}\not =\varnothing }.

## Свойства
- (теорема о нерве) Пусть {\displaystyle \{W_{\alpha }\}} — открытое покрытие паракомпактного пространства {\displaystyle X}. Предположим все непустые конечные пересечения элементов покрытия стягиваемы. Тогда нерв покрытия гомотопически эквивалентен {\displaystyle X}.[2]
  - В частности, отсюда следует теорема Хелли.

## Вариации и обобщения
- Граф пересечений — 1-мерный остов нерва.